# Vladan Vahala
Vladan Vahala (Pardubice, 25 luglio 1971 – Gajer, 16 settembre 2000) è stato un cestista ceco, fino al 1992 cecoslovacco.

## Carriera
Con la Rep. Ceca ha disputato i Campionati europei del 1999.